# Eleições presidenciais de 2016 no Porto

## Resultados oficiais
| Candidato               | Candidato                | Votos   | %               |
| ----------------------- | ------------------------ | ------- | --------------- |
|                         | Marcelo Rebelo de Sousa  | 58 179  | 49,66 / 100,00  |
|                         | António Sampaio da Nóvoa | 28 788  | 24,57 / 100,00  |
|                         | Marisa Matias            | 12 034  | 10,27 / 100,00  |
|                         | Paulo de Morais          | 4 813   | 4,11 / 100,00   |
|                         | Maria de Belém Roseira   | 4 540   | 3,88 / 100,00   |
|                         | Edgar Silva              | 4 050   | 3,46 / 100,00   |
|                         | Vitorino Silva           | 2 885   | 2,46 / 100,00   |
|                         | Henrique Neto            | 1 177   | 1,00 / 100,00   |
|                         | Jorge Sequeira           | 512     | 0,44 / 100,00   |
|                         | Cândido Ferreira         | 170     | 0,15 / 100,00   |
| Votos Inválidos         | Votos Inválidos          | 2 482   | 2,08 / 100,00   |
| Total                   | Total                    | 119 630 | 100,00 / 100,00 |
| Eleitorado/Participação | Eleitorado/Participação  | 215 973 | 55,39 / 100,00  |

## Resultados por Freguesia
Os resultados dos candidatos por freguesia foram os seguintes:
| Freguesia                                                       | %     | %     | %     | %    | %    | %    | %    | %    | %    | %    | Votantes |
| Freguesia                                                       | MRS   | ASN   | MM    | PM   | MBR  | ES   | VS   | HN   | JS   | CF   | Votantes |
| --------------------------------------------------------------- | ----- | ----- | ----- | ---- | ---- | ---- | ---- | ---- | ---- | ---- | -------- |
| Aldoar, Foz do Douro e Nevogilde                                | 61,24 | 19,49 | 7,17  | 3,72 | 2,82 | 1,96 | 1,60 | 1,49 | 0,39 | 0,11 | 15 775   |
| Bonfim                                                          | 49,17 | 25,24 | 9,94  | 4,64 | 3,45 | 3,78 | 2,47 | 0,87 | 0,27 | 0,15 | 12 629   |
| Campanhã                                                        | 39,72 | 27,67 | 12,40 | 3,37 | 5,83 | 5,64 | 4,05 | 0,64 | 0,45 | 0,23 | 15 220   |
| Cedofeita, Santo Ildefonso, Sé, Miragaia, São Nicolau e Vitória | 47,57 | 26,44 | 11,33 | 4,06 | 3,74 | 3,32 | 2,06 | 0,86 | 0,43 | 0,18 | 19 384   |
| Lordelo do Ouro e Massarelos                                    | 51,17 | 23,67 | 9,75  | 3,93 | 3,81 | 3,67 | 2,32 | 1,14 | 0,45 | 0,09 | 14 441   |
| Paranhos                                                        | 47,36 | 25,80 | 10,93 | 4,53 | 4,07 | 3,26 | 2,57 | 0,88 | 0,48 | 0,12 | 23 644   |
| Ramalde                                                         | 52,27 | 23,08 | 9,84  | 4,34 | 3,40 | 2,94 | 2,28 | 1,19 | 0,52 | 0,13 | 18 537   |
| Porto                                                           | 49,66 | 24,57 | 10,27 | 4,11 | 3,88 | 3,46 | 2,46 | 1,00 | 0,44 | 0,15 | 119 630  |

#### Aldoar, Foz do Douro e Nevogilde
| Candidato               | Candidato                | Votos  | %               |
| ----------------------- | ------------------------ | ------ | --------------- |
|                         | Marcelo Rebelo de Sousa  | 9 474  | 61,24 / 100,00  |
|                         | António Sampaio da Nóvoa | 3 015  | 19,49 / 100,00  |
|                         | Marisa Matias            | 1 110  | 7,17 / 100,00   |
|                         | Paulo de Morais          | 575    | 3,72 / 100,00   |
|                         | Maria de Belém Roseira   | 437    | 2,82 / 100,00   |
|                         | Edgar Silva              | 303    | 1,96 / 100,00   |
|                         | Vitorino Silva           | 248    | 1,60 / 100,00   |
|                         | Henrique Neto            | 231    | 1,49 / 100,00   |
|                         | Jorge Sequeira           | 61     | 0,39 / 100,00   |
|                         | Cândido Ferreira         | 17     | 0,11 / 100,00   |
| Votos Inválidos         | Votos Inválidos          | 304    | 1,93 / 100,00   |
| Total                   | Total                    | 15 775 | 100,00 / 100,00 |
| Eleitorado/Participação | Eleitorado/Participação  | 25 963 | 60,76 / 100,00  |

#### Bonfim
| Candidato               | Candidato                | Votos  | %               |
| ----------------------- | ------------------------ | ------ | --------------- |
|                         | Marcelo Rebelo de Sousa  | 6 083  | 49,17 / 100,00  |
|                         | António Sampaio da Nóvoa | 3 123  | 25,24 / 100,00  |
|                         | Marisa Matias            | 1 230  | 9,94 / 100,00   |
|                         | Paulo de Morais          | 574    | 4,64 / 100,00   |
|                         | Edgar Silva              | 468    | 3,78 / 100,00   |
|                         | Maria de Belém Roseira   | 427    | 3,45 / 100,00   |
|                         | Vitorino Silva           | 306    | 2,47 / 100,00   |
|                         | Henrique Neto            | 108    | 0,87 / 100,00   |
|                         | Jorge Sequeira           | 34     | 0,27 / 100,00   |
|                         | Cândido Ferreira         | 19     | 0,15 / 100,00   |
| Votos Inválidos         | Votos Inválidos          | 257    | 2,04 / 100,00   |
| Total                   | Total                    | 12 629 | 100,00 / 100,00 |
| Eleitorado/Participação | Eleitorado/Participação  | 22 824 | 55,33 / 100,00  |

#### Campanhã
| Candidato               | Candidato                | Votos  | %               |
| ----------------------- | ------------------------ | ------ | --------------- |
|                         | Marcelo Rebelo de Sousa  | 5 932  | 39,72 / 100,00  |
|                         | António Sampaio da Nóvoa | 4 133  | 27,67 / 100,00  |
|                         | Marisa Matias            | 1 852  | 12,40 / 100,00  |
|                         | Maria de Belém Roseira   | 870    | 5,83 / 100,00   |
|                         | Edgar Silva              | 843    | 5,64 / 100,00   |
|                         | Vitorino Silva           | 605    | 4,05 / 100,00   |
|                         | Paulo de Morais          | 503    | 3,37 / 100,00   |
|                         | Henrique Neto            | 95     | 0,64 / 100,00   |
|                         | Jorge Sequeira           | 67     | 0,45 / 100,00   |
|                         | Cândido Ferreira         | 35     | 0,23 / 100,00   |
| Votos Inválidos         | Votos Inválidos          | 285    | 1,88 / 100,00   |
| Total                   | Total                    | 15 220 | 100,00 / 100,00 |
| Eleitorado/Participação | Eleitorado/Participação  | 29 276 | 51,99 / 100,00  |

#### Cedofeita, Santo Ildefonso, Sé, Miragaia, São Nicolau e Vitória
| Candidato               | Candidato                | Votos  | %               |
| ----------------------- | ------------------------ | ------ | --------------- |
|                         | Marcelo Rebelo de Sousa  | 9 038  | 47,57 / 100,00  |
|                         | António Sampaio da Nóvoa | 5 024  | 26,44 / 100,00  |
|                         | Marisa Matias            | 2 152  | 11,33 / 100,00  |
|                         | Paulo de Morais          | 772    | 4,06 / 100,00   |
|                         | Maria de Belém Roseira   | 711    | 3,74 / 100,00   |
|                         | Edgar Silva              | 631    | 3,32 / 100,00   |
|                         | Vitorino Silva           | 391    | 2,06 / 100,00   |
|                         | Henrique Neto            | 163    | 0,86 / 100,00   |
|                         | Jorge Sequeira           | 82     | 0,43 / 100,00   |
|                         | Cândido Ferreira         | 35     | 0,18 / 100,00   |
| Votos Inválidos         | Votos Inválidos          | 385    | 1,99 / 100,00   |
| Total                   | Total                    | 19 384 | 100,00 / 100,00 |
| Eleitorado/Participação | Eleitorado/Participação  | 38 456 | 50,41 / 100,00  |

#### Lordelo do Ouro e Massarelos
| Candidato               | Candidato                | Votos  | %               |
| ----------------------- | ------------------------ | ------ | --------------- |
|                         | Marcelo Rebelo de Sousa  | 7 234  | 51,17 / 100,00  |
|                         | António Sampaio da Nóvoa | 3 347  | 23,67 / 100,00  |
|                         | Marisa Matias            | 1 379  | 9,75 / 100,00   |
|                         | Paulo de Morais          | 556    | 3,93 / 100,00   |
|                         | Maria de Belém Roseira   | 538    | 3,81 / 100,00   |
|                         | Edgar Silva              | 519    | 3,67 / 100,00   |
|                         | Vitorino Silva           | 328    | 2,32 / 100,00   |
|                         | Henrique Neto            | 161    | 1,14 / 100,00   |
|                         | Jorge Sequeira           | 63     | 0,45 / 100,00   |
|                         | Cândido Ferreira         | 13     | 0,09 / 100,00   |
| Votos Inválidos         | Votos Inválidos          | 303    | 2,10 / 100,00   |
| Total                   | Total                    | 14 441 | 100,00 / 100,00 |
| Eleitorado/Participação | Eleitorado/Participação  | 24 494 | 58,96 / 100,00  |

#### Paranhos
| Candidato               | Candidato                | Votos  | %               |
| ----------------------- | ------------------------ | ------ | --------------- |
|                         | Marcelo Rebelo de Sousa  | 10 946 | 47,36 / 100,00  |
|                         | António Sampaio da Nóvoa | 5 964  | 25,80 / 100,00  |
|                         | Marisa Matias            | 2 527  | 10,93 / 100,00  |
|                         | Paulo de Morais          | 1 047  | 4,53 / 100,00   |
|                         | Maria de Belém Roseira   | 941    | 4,07 / 100,00   |
|                         | Edgar Silva              | 753    | 3,26 / 100,00   |
|                         | Vitorino Silva           | 593    | 2,57 / 100,00   |
|                         | Henrique Neto            | 203    | 0,88 / 100,00   |
|                         | Jorge Sequeira           | 110    | 0,48 / 100,00   |
|                         | Cândido Ferreira         | 28     | 0,12 / 100,00   |
| Votos Inválidos         | Votos Inválidos          | 532    | 2,25 / 100,00   |
| Total                   | Total                    | 23 644 | 100,00 / 100,00 |
| Eleitorado/Participação | Eleitorado/Participação  | 41 515 | 56,95 / 100,00  |

#### Ramalde
| Candidato               | Candidato                | Votos  | %               |
| ----------------------- | ------------------------ | ------ | --------------- |
|                         | Marcelo Rebelo de Sousa  | 9 472  | 52,27 / 100,00  |
|                         | António Sampaio da Nóvoa | 4 182  | 23,08 / 100,00  |
|                         | Marisa Matias            | 1 784  | 9,84 / 100,00   |
|                         | Paulo de Morais          | 786    | 4,34 / 100,00   |
|                         | Maria de Belém Roseira   | 616    | 3,40 / 100,00   |
|                         | Edgar Silva              | 533    | 2,94 / 100,00   |
|                         | Vitorino Silva           | 414    | 2,28 / 100,00   |
|                         | Henrique Neto            | 216    | 1,19 / 100,00   |
|                         | Jorge Sequeira           | 95     | 0,52 / 100,00   |
|                         | Cândido Ferreira         | 23     | 0,13 / 100,00   |
| Votos Inválidos         | Votos Inválidos          | 416    | 2,25 / 100,00   |
| Total                   | Total                    | 18 537 | 100,00 / 100,00 |
| Eleitorado/Participação | Eleitorado/Participação  | 33 445 | 55,43 / 100,00  |